# Mihăiță Țigănescu
Mihăiță Țigănescu (Suceava, 4 de dezembro de 1998) é um remador romeno, medalhista olímpico.

## Carreira
Formado pela Universidade de Craiova, Țigănescu conquistou a medalha de prata nos Jogos Olímpicos de Verão de 2020 em Tóquio com a equipe da Romênia no quatro sem masculino, ao lado de Mugurel Semciuc, Ștefan Berariu e Cosmin Pascari, com o tempo de 5:43.13.